# Sottomarini della Bundeswehr
Questa è una lista degli U-Boot della Bundeswehr.
La Germania costruisce dal 1955 gli U-Boot come parte della Bundesmarine. Dato il costo elevato di un sottomarino a propulsione nucleare (ca. 1,4 miliardi di US$) vennero sviluppati solo propulsioni convenzionali su U-Boot da 350 tonnellate. I nuovi sottomarini della Deutsche Marine a pila a combustibile sono lo stato dell'arte della propulsione convenzionale. Nel 1962 ci fu la nuova numerazione degli U-Boot.

## Lista degli U-Boot dopo il 1945

### Fuori servizio
| Designazione                   | Classe                                                    | Data entrata in servizio | Data fine servizio | Note |
| ------------------------------ | --------------------------------------------------------- | ------------------------ | ------------------ | --- |
| U 2365 - S 170 (U-Hai)         | Typ XXIII (Klasse 240)                                    | 15 agosto 1957           | 24 settembre 1966  | 8 maggio 1945 auto affondamento, 1956 portato alla HDW, 14 settembre 1966 recuperato e posto fuori servizio. |
| U 2367 - S 171 (U-Hecht)       | Typ XXIII (Klasse 240)                                    | 1º maggio 1958           | 30 settembre 1968  | 9 maggio 1945 auto affondamento, 1956 portato alla HDW. |
| U 2540 - Y 880 (Wilhelm Bauer) | Typ XXI (Klasse 241)                                      | 1º settembre 1960        | 26 aprile 1968     | 1945 auto affondato, 1957 portato al HDW. Dopo l'uscita in servizio fino al 1982 sotto la Bundesdienstflagge e ad uso civile per il WTD 71 come piattaforma di prova e come obiettivo per la Marine. |
| U 1 - S 180 (I)                | U-Boot-Klasse 201                                         | 20 marzo 1962            | 22 giugno 1963     | Dato il problema di corrosione del nuovo acciaio amagnetico usato, posto fuori servizio e ricostruito come Klasse 205. Usato come prova per nuove costruzioni di timoni e siluri guidati. |
| U 2 - S 181 (I)                | U-Boot-Klasse 201                                         | 3 maggio 1962            | 15 agosto 1963     | Dato il problema di corrosione del nuovo acciaio amagnetico usato, posto fuori servizio e ricostruito come Klasse 205. |
| U 3 - S 182                    | U-Boot-Klasse 201                                         | 20 giugno 1962           | 15 settembre 1967  | Preso dalla KNM Kobben norvegese (1962–1964). Poi nave scuola del Ubootlehrgruppe Neustadt. |
| Hans Techel - S 172            | U-Boot-Klasse 202                                         | 10 ottobre 1965          | 15 dicembre 1966   | Previsto per il servizio, ma mai entrato. |
| Friedrich Schürer - S 173      | U-Boot-Klasse 202                                         | 6 aprile 1966            | 15 dicembre 1966   | vedere Techel |
| U 4 - S 183                    | U-Boot-Klasse 205                                         | 19 novembre 1962         | 1º agosto 1974     | |
| U 5 - S 184                    | U-Boot-Klasse 205                                         | 4 luglio 1963            | 17 maggio 1974     | |
| U 6 - S 185                    | U-Boot-Klasse 205                                         | 4 luglio 1963            | 22 agosto 1974     | |
| U 7 - S 186                    | U-Boot-Klasse 205                                         | 16 marzo 1964            | 30 settembre 1965  | |
| U 8 - S 187                    | U-Boot-Klasse 205                                         | 22 luglio 1964           | 9 ottobre 1974     | |
| U 1 - S 180 (II)               | U-Boot-Klasse 205 (modifiziert)                           | 26 luglio 1967           | 29 novembre 1991   | Numerazione per U 1 della Klasse 201. Dal 1988 conversione al primo U-Boot nel mondo con pila a combustibile (AIP=Air Independent Propulsion). La prova positiva portò alla Klasse 212. Nel 1990 venne riconvertito alla propulsione normale e messo in servizio. Dopo il servizio fu messo in uso alla HDW e riconvertito alla propulsione AIP tipo 'Closed Cycle Diesel Engine', con successo. Poi smantellato. |
| U 2 - S 181 (II)               | U-Boot-Klasse 205 (modifiziert)                           | 11 ottobre 1966          | 19 marzo 1993      | Numerazione per U 2 della Klasse 201 |
| U 9 - S 188                    | U-Boot-Klasse 205 (modifiziert)                           | 11 aprile 1967           | 3 giugno 1993      | Esposto al Technikmuseum Speyer |
| U 10 - S 189                   | U-Boot-Klasse 205 (modifiziert)                           | 28 novembre 1967         | 11 marzo 1993      | Esposto al Deutsches Marinemuseum Wilhelmshaven |
| U 11 - S 190                   | U-Boot-Klasse 205 (modifiziert)                           | 21 giugno 1968           | 30 ottobre 2003    | Esposto al museo Burg/Burgstaaken di Fehmarn |
| U 12 - S 191                   | U-Boot-Klasse 205 (modifiziert)                           | 14 gennaio 1969          | 21 giugno 2005     | Convertito alla Klasse 205B |
| U 13 - S 192                   | U-Boot-Klasse 206                                         | 19 aprile 1973           | 23 settembre 1997  | |
| U 14 - S 193                   | U-Boot-Klasse 206                                         | 19 aprile 1973           | 23 settembre 1997  | |
| U 15 - S 194                   | U-Boot-Klasse 206                                         | 17 luglio 1974           | 14 dicembre 2010   | Conversione alla Klasse 206 A il 27 novembre 1989 |
| U 16 - S 195                   | U-Boot-Klasse 206                                         | 9 novembre 1973          | 31 marzo 2011      | Conversione alla Klasse 206 A il 14 marzo 1988 |
| U 17 - S 196                   | U-Boot-Klasse 206                                         | 28 novembre 1973         | 14 dicembre 2010   | Conversione alla Klasse 206 A il 18 settembre 1989 |
| U 18 - S 197                   | U-Boot-Klasse 206                                         | 19 dicembre 1973         | 31 marzo 2011      | Conversione alla Klasse 206 A il 4 aprile 1990 |
| U 19 - S 198                   | U-Boot-Klasse 206                                         | 9 novembre 1973          | 23 agosto 1998     | |
| U 20 - S 199                   | U-Boot-Klasse 206                                         | 24 maggio 1974           | 26 settembre 1996  | |
| U 21 - S 170                   | U-Boot-Klasse 206                                         | 16 agosto 1974           | 3 giugno 1998      | |
| U 22 - S 171                   | U-Boot-Klasse 206                                         | 26 luglio 1974           | 18 dicembre 2008   | Conversione alla Klasse 206 A il 9 gennaio 1989 |
| U 23 - S 172                   | U-Boot-Klasse 206                                         | 2 maggio 1975            | 31 marzo 2011      | Conversione alla Klasse 206 A il 10 agosto 1987 |
| U 24 - S 173                   | U-Boot-Klasse 206                                         | 16 ottobre 1974          | 31 marzo 2011      | Conversione alla Klasse 206 A il 6 luglio 1987 |
| U 25 - S 174                   | U-Boot-Klasse 206                                         | 14 giugno 1974           | 31 gennaio 2008    | Conversione alla Klasse 206 A il 29 agosto 1988 |
| U 26 - S 175                   | U-Boot-Klasse 206                                         | 13 marzo 1975            | 9 novembre 2005    | Conversione alla Klasse 206 A il 2 luglio 1990 |
| U 27 - S 176                   | U-Boot-Klasse 206                                         | 16 ottobre 1974          | 13 giugno 1996     | |
| U 28 - S 177                   | U-Boot-Klasse 206                                         | 18 dicembre 1974         | 30 giugno 2004     | Conversione alla Klasse 206 A il 17 aprile 1989 |
| U 29 - S 178                   | U-Boot-Klasse 206                                         | 27 novembre 1974         | 31 dicembre 2006   | Conversione alla Klasse 206 A il 1 giugno 1987 |
| U 30 - S 179                   | U-Boot-Klasse 206                                         | 13 marzo 1975            | 31 gennaio 2007    | Conversione alla Klasse 206 A il 30 maggio 1988 |
| Narwal                         | „Unterwasserfahrzeug zur Verbringung von Tauchern“ (UWTG) | 1991                     | 1996               | Solo prova del WTD 71, nessun servizio |

### In servizio
| Designazione | Classe              | Data entrata in servizio | Note                                           |
| ------------ | ------------------- | ------------------------ | ---------------------------------------------- |
| U 31 - S 181 | U-Boot-Klasse 212 A | 19 ottobre 2005          | Varo 20 aprile 2002; primo sottomarino ibrido  |
| U 32 - S 182 | U-Boot-Klasse 212 A | 19 ottobre 2005          |                                                |
| U 33 - S 183 | U-Boot-Klasse 212 A | 13 giugno 2006           |                                                |
| U 34 - S 184 | U-Boot-Klasse 212 A | 3 maggio 2007            |                                                |
| U 35 - S 185 | U-Boot-Klasse 212 A | 23 marzo 2015            | Impostazione 21 agosto 2007 presso HDW in Kiel |
| U 36 - S 186 | U-Boot-Klasse 212 A | 10 ottobre 2016          | [ 5 ]                                          |